# Allophylus pilosus
Allophylus pilosus är en kinesträdsväxtart som först beskrevs av J. F.Macbride, och fick sitt nu gällande namn av A. Gentry. Allophylus pilosus ingår i släktet Allophylus och familjen kinesträdsväxter. Inga underarter finns listade i Catalogue of Life.